# Бийан, Флориан
Флориан Бийан (фр. Florian Billant; род. 7 июля 1996, Гравлин) — французский гандболист, выступает за французский клуб «Дюнкерк».

## Карьера
Флориан Бийан с 2014 года выступает в основном составе клуба «Дюнкерк» в качестве полузащитника. В 2015 году в Бразилии в составе сборной команды Франция U21 выиграл титул чемпиона мира. В 2016 году участвовал в чемпионате Европы среди молодёжи (до 20 лет), где сборная Франции завоевала бронзу, сыграл 7 матчей и забросил 21 мяч. 18 марта 2016 года Флориан Биллан подписал первый трёхлетний профессиональный контракт с клубом «Дюнкерк».

## Статистика
Статистика Флориана Бийана сезона 2018/19 указана на 12.11.2019.
| Сезон        | Клуб       | Лига           | Матчи | Голы | 7-метр | Голы |
| ------------ | ---------- | -------------- | ----- | ---- | ------ | ---- |
| 2014/15      | ГК Дюнкерк | LNH division 1 | 3     | 1    | 0      | 1    |
| 2015/16      | ГК Дюнкерк | LNH division 1 | 15    | 40   | 0      | 40   |
| 2016/17      | ГК Дюнкерк | LNH division 1 | 25    | 55   | 0      | 55   |
| 2017/18      | ГК Дюнкерк | LNH division 1 | 24    | 64   | 3      | 61   |
| 2018/19      | ГК Дюнкерк | LNH division 1 | 25    | 79   | 21     | 58   |
| 2019/20      | ГК Дюнкерк | LNH division 1 | 8     | 15   | 2      | 13   |
| 2014-по н.в. | Итого      | LNH division 1 | 100   | 254  | 26     | 228  |